# Łew Bykowski
Łew Bykowski, Leon Bykowski, Łew Bykowśkyj ukr. Лев Биковський (ur. 23 kwietnia 1895 r. we wsi Olchowiec, zm. 11 stycznia 1992 r. w Denver) – ukraiński działacz narodowy, księgarz i bibliotekarz, emigracyjny bibliotekoznawca, bibliograf i księgoznawca, pisarz i publicysta.

## Życiorys
W 1912 r. ukończył zwenyhorodzką szkołę handlową. Do 1914 r. studiował na wydziale metalurgicznym politechniki w Sankt Petersburgu, zaś do 1915 r. w Petersburskim Instytucie Leśnym. Uczestniczył w ukraińskich organizacjach studenckich. W 1915 r. zmobilizowano go do armii rosyjskiej. Walczył na froncie kaukaskim. Zorganizował stowarzyszenie ukraińskie w Trapezuncie. W styczniu 1918 r. powrócił na Ukrainę. Został księgarzem w towarzystwie wydawniczym "Drukar" ("Друкар"). Od 1919 r. pracował we Wszechnarodowej Narodowej Bibliotece Ukrainy. Był pierwszym redaktorem pisma "Chroniky" ("Хроніки"). Na przełomie 1919/1920 r. podjął pracę w bibliotece uniwersytetu w Kamieńcu Podolskim. Zimę 1920/1921 r. spędził we wsi Łozuwatka w obwodzie czerkaskim, wydając litopis miejscowej biblioteki Towarzystwa "Proswita". Jesienią 1921 r. zamieszkał w Polsce. Do 1922 r. studiował filologię na Uniwersytecie Warszawskim. Jednocześnie ukończył kurs bibliotekoznawstwa organizowany przy Bibliotece Publicznej Warszawy. Pod koniec 1922 r. wyjechał do Czechosłowacji, gdzie w 1927 r. ukończył studia ekonomiczne w Ukraińskiej Akademii Gospodarczej w Podiebradach. Pracował w różnych wydawnictwach. Był asystentem w katedrze geografii Akademii. Przygotował do druku 3 zbiory Ukraińskiego Księgoznawstwa. Napisał 6 prac z zakresu praktyki księgoznawstwa. W 1928 r. powrócił do Polski. Stanął na czele wydziału kompletowania zbiorów Miejskiej Biblioteki Publicznej Warszawy. Od 1929 r. współredagował "Biuletyn Biblioteki Publicznej m. st. Warszawy". Wykładał na wyższych kursach bibliotekoznawczych. Podczas okupacji niemieckiej na pocz. 1940 r. współtworzył Ukraiński Instytut Czarnomorski. W 1942 r. został dyrektorem Miejskiej Biblioteki Publicznej Warszawy. W czasie powstania warszawskiego w 1944 r. przyjął w depozyt zbiory biblioteczne osób prywatnych i organizacji ukraińskich. 22 sierpnia tego roku został aresztowany przez żandarmerię powstańczą AK pod fałszywym zarzutem wydawania Niemcom zbiorów bibliotecznych. Ranny podczas budowy barykad, na przełomie sierpnia i września leczył się w szpitalu polowym. Wyrokiem sądu powstańczego oczyszczono go ze wszystkich zarzutów. Po klęsce powstania nadal przebywał w Warszawie, chroniąc zbiory biblioteczne. W październiku 1944 r. ewakuował się do Sędziejowic, a następnie Zduńskiej Woli, wywożąc ze sobą część ocalałych materiałów. Tam napisał swoje wspomnienia z okresu powstania, wydane po ukraińsku w 1963 r. w Londynie. W styczniu 1945 r. wyjechał do Niemiec. Przebywał w obozach dla uchodźców. Po zakończeniu wojny opublikował kolejne prace z zakresu bibliotekoznawstwa. Współpracował z emigracyjną Ukraińską Wolną Akademią Nauk, wchodząc w skład komisji księgoznawczej. W 1949 r. zamieszkał w USA. W Nowym Jorku został członkiem kierownictwa Ukraińskiej Wolnej Akademii Nauk, a także sekretarzem sekcji księgoznawczej i komisji czarnomorskiej. Od 1954 r. pracował w bibliotece publicznej w Denver. Od 1963 r. współpracował z redakcją pisma "Ukrainśkyj Istoryk" ("Український Історик"). Był członkiem Ukraińskiego Towarzystwa Historycznego. W 1971 r. otrzymał stopień docenta księgoznawstwa. Pisał liczne artykuły w prasie emigracyjnej. Był autorem ponad 530 prac z zakresu bibliotekoznawstwa i księgoznawstwa.